# キンセアニェーラ

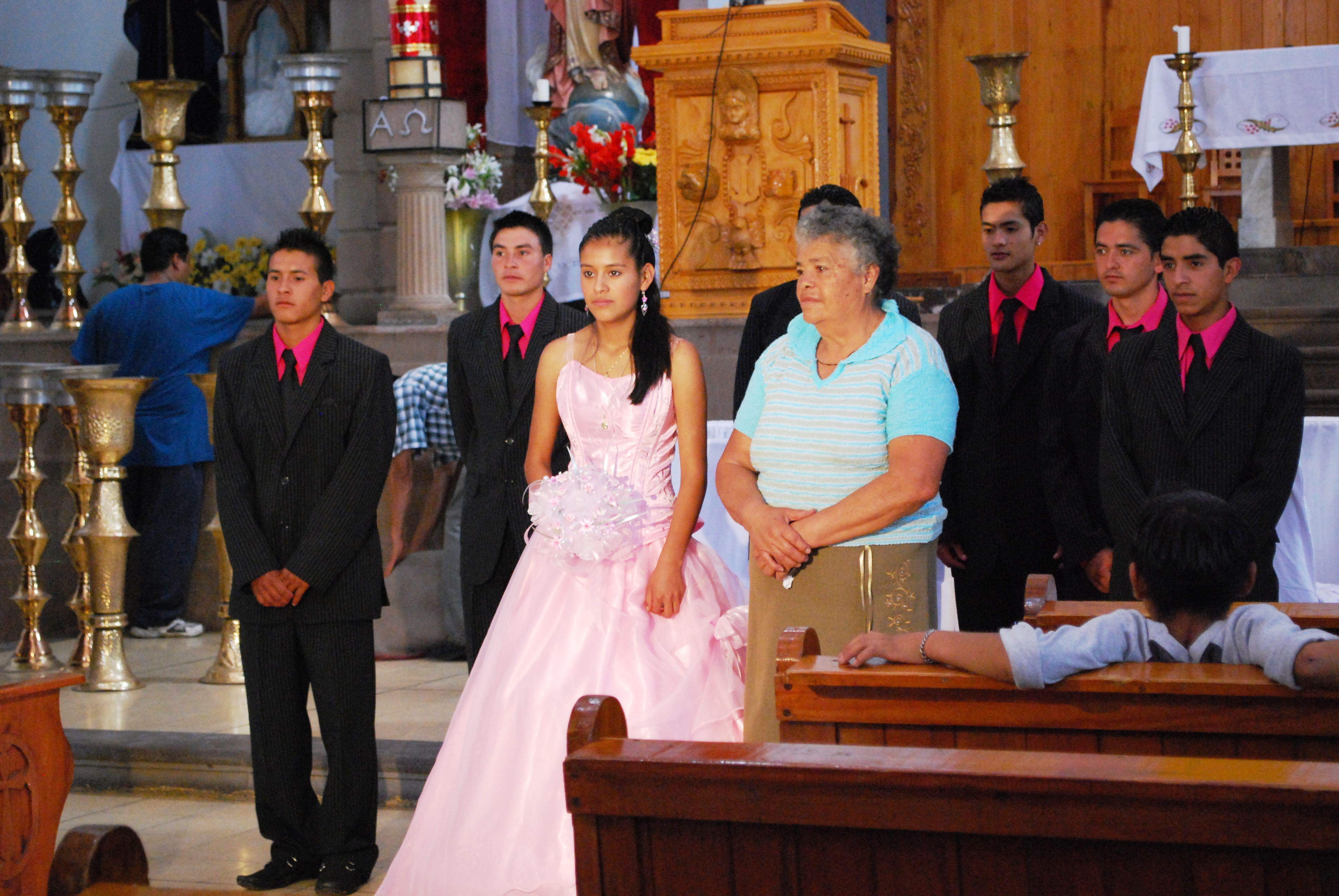
教会でのミサ後のメキシコのキンセアニェーラ

キンセアニェーラ（スペイン語: quinceañera）またはキンセアニョス（スペイン語: quince años）は、15歳の少女の誕生日を祝う、ラテンアメリカを起源としアメリカに広がった祝儀である。quinceañeraは少女の年齢の15歳を意味するスペイン語の女性名詞である。スペイン語ではfiesta de quince añosまたは fiesta de quinceañera（15歳の祝儀を意味する）である。スペイン語およびラテンアメリカ各国ではquinceañeraは「15歳の少女」を意味する。アメリカ合衆国を始めとする英語では（ラテン系以外はほぼ）、誕生日に伴う祝儀を示す言葉として使われる。
この誕生日は子供から成人した女性への成長を祝う。歴史的には、15歳になる前の数年間、少女は社会で主婦として生活するための準備として年上の女性から料理、織物および出産について学んでいた。
過去にはイベリア半島とフランスで同様の習慣がある。現在この慣習は、起源であるメキシコに強く残っている。この祝儀はアメリカのスペイン語圏で広く祝われている（なんらかの理由で、チリでは一般的ではなくなった）。最大のパーティはイギリスおよびアメリカ合衆国でのかつてのデビュタントボール（初舞踏会）に匹敵する。祝儀自体は各国で大きな相違がある。例えばある国では宗教的な色彩が他国よりも強い。アメリカ合衆国の多くのラテン系アメリカ人は、伝統に従いキンセアニェーラを祝っている。
ポルトガル語圏のブラジルでは、この祝儀をfesta de debutantes、baile de debutante、またはfesta de quinze anosと呼ぶ。カリブ海フランス語圏、フランス領ギアナではfête des quinze ansと呼ぶ。

## 起源
キンセアニェーラはラテンアメリカの少女（またはアメリカ合衆国の「ラテン系アメリカ人」）が15歳になり、もう子供でなく若い成人女性として社会に参加する栄誉を賞する。現代の祝儀ではスペインカトリックの伝統とアステカの先住民の伝統を組み合わせて若干の現代的な解釈を加えている。古代メキシコ、メキシカのアステカ先住民には人生の段階を示す数多くの儀式があった。この段階は若い女性が社会の求婚者候補に処女として紹介され、成人となることを示した。
伝統的なメキシコのキンセアニェーラでは、キンセアニェーラの少女に伴い、若い男女が正式なダマス（damas）とチャンベラン（chambelanes）の役を演じて、祝いの特別なダンスを踊る。若い女性に同伴する「名誉ある男性」もまたいる。求婚者候補は若い女性の家族に持参金となる贈り物をする。若い女性は花婿に引き渡される前に、祝儀に参加して、義務および責任に従い人生において伝統に忠実で正しい道に従うことを促される.。

## 歴史を経ての変化

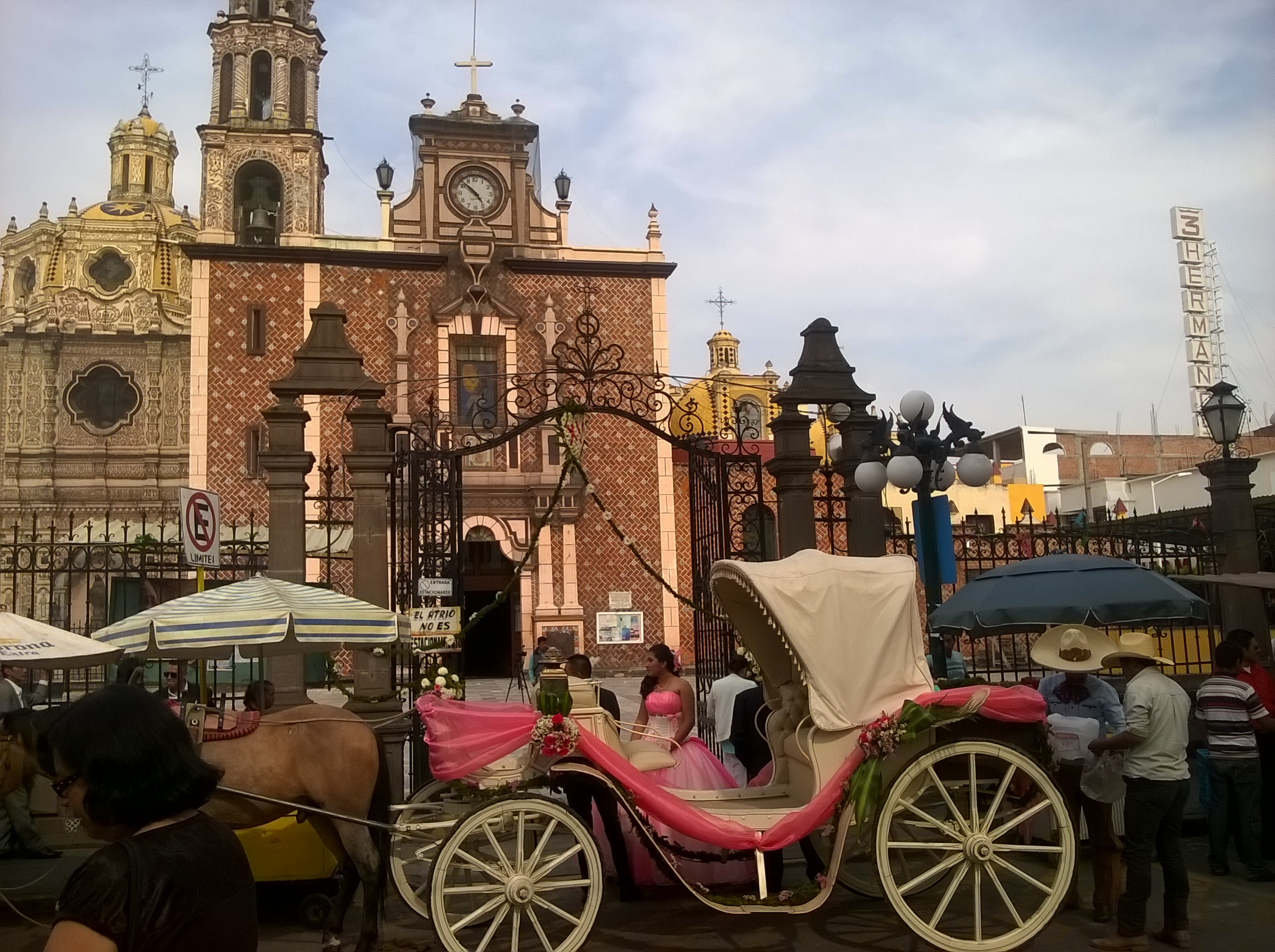
メキシコプエブラ州サン・マルティン・テスメルカンのサン・マルティン教会でのfiesta de quince años

キンセアニェーラの背景は時とともに洗練され、暮らしている地域の様々なラテン文化に適合していった。コーノ・スールでは、ヨーロッパの移民によりこの慣習が普及した。
農村では、少女が15歳になると結婚できると考えられていた。それに加えて、20世紀にはキンセアニェーラが女性に関する許可を意味するになった：大人のパーティへの参加、眉毛の整え、化粧、脚の手入れ、宝石装飾、ハイヒール。この伝統は当初、キンセアニェーラは友人や家族が集まり若い男性と交流する機会を与えるために成人を祝う小さなパーティであった。裕福な家庭では大きなパーティとおとぎ話のお姫様のようなドレスでキンセアニェーラを祝った。ラテンアメリカの国々では、富裕層の家庭はキンセアニェーラを新聞に催し物として案内して贅沢な祝いを宣伝した。
1960年代には、数多くのラテン系民族がアメリカ合衆国に移住し、独自の伝統をもたらした。アメリカ合衆国に住むと、貧しい移民者は良い職業に就いて母国に戻ったかのような大規模なパーティをひらくことができた。当時のキンセアニェーラにかかる費用は平均4,000ドルだった。2015年には、控えめで伝統的なキンセアニェーラの費用は、家族と友人が食事を作るなどして行事を手伝うことで、5,000ドルから6,000ドルと推定される。凝って贅沢なキンセアニェーラは15,000ドルまでの費用がかかる。簡素な食事とケーキのお祝いから、裕福な家庭では大きなパーティにまで発展した。家族が催し物の企画者に依頼して、特別な入口やダンスが企画され、プロの写真やビデオ撮影付きのるテーマを持った祝儀に発展することもある。

## 各国の慣習

### アルゼンチン、ペルー、ボリビアおよびウルグアイ
アルゼンチン、ペルー、ボリビアおよびウルグアイ では、この祝儀は父親同伴のティーンエイジャーの到着で始まる。少女は好みの色とスタイルに応じて選んだ精巧で優雅なドレスを纏うが、伝統的な要素を保っている。場所は、屋内の場合、その際に特別に装飾した入口を持つ。父親と娘は音楽が流れる中この正面入口から入場し、友人と親戚が慣習に従い父親に花（通常はバラ）を渡す。次に、
ワルツの儀式が始まり、少女は最初に父親（または父親替わり）と踊り友人や親戚に相手が変わる。
舞踏会は通例分けられ、その間には様々な料理が供され、客（通常は家族と友人）が交流してお祝いを楽しむ。以下は典型的なプログラムの順序である。
1. 入場（通常スローテンポの曲が流れる）
2. ワルツ
3. アントレ
4. 第1回ダンス
5. 食事のメインコース
6. 第2回ダンス
7. デザートと友人との誕生日ビデオの上映
8. サプライズダンス
9. 15本のキャンドルの儀式（任意）
10. 第3回ダンス
11. 乾杯、ケーキカット、および女性の友人/親戚が束のリボンを引く儀式。リボンには小さな飾り物のうち、1つだけ指輪が結ばれている。
12. 最終ダンス

#### 15本のキャンドルの儀式
この儀式では、誕生日を迎える少女は人生で最も影響を与えた15人にキャンドルを手渡す。キャンドルを渡す度にスピーチを行う。この儀式は「生命の樹」とも呼ばれる。15本のキャンドルは少女が「過ぎ去った」15年を象徴する。それぞれのキャンドルは、この儀式に呼んだ人とその瞬間を共有した特別な思い出を示す。少女は、いかに彼女を支えたかを伝えて感謝の意を表す。

### ブラジル
ブラジルでは、この祝儀をfesta de debutantes、baile de debutante、またはfesta de quinze anosと呼ぶ。以下は典型的なプログラムの順序である。
1. 入場
2. ミサ（任意）
3. 第1回ダンス（通常は国際的音楽）
4. 少女の人生のビデオ上映と友人の挨拶
5. ワルツまたは他のダンスを家族の男性と少年（ボーイフレンド、家族が祝儀に招く俳優や歌手の有名人の男性の場合もある）
6. 第2回のダンス
7. ケーキカット
8. 第3回ダンス

### キューバ
キューバでは、パーティにはキンセアニェーラの少女が選んだボーイフレンドとの主役の周囲を14組のワルツを踊る振り付けのダンスを含まれる。振り付けにはキンセアニェーラの周囲で踊りエスコートする4人または6人のエキスパートが含まれることが多い。通常は若手のダンサーであり、中央のカップルを盛り上げる役割を果たす。男性ダンサーは様々な色のタキシードを着ることができる。
15歳の祝儀は1970年代後半までキューバで盛んだった。このパーティの慣習はスペインからキューバにもたらされたが、フランスからの影響が最大だった。プライベートクラブの高価なダイニングルームや4つ星5つ星の高級ホテルを貸切ることができる裕福層の家庭はキンセアニェーラの先駆者であり、キンセーズと呼ばれた。祝儀は通常、自宅や親戚のより広い家で行われた。
キューバで一般的な他の伝統は、14人の女性と14人の同伴者（各7人の場合もある）による名誉班である。同伴者は花（通常はバラ）を持ち、女性はキャンドルを運ぶ。キンセアニェーラが父親とワルツを踊るとき、1つのキャンドルを吹き消してバラの1つを受け取る。これを、すべてのキャンドルを吹き消してすべてのバラを受け取るまで続ける。吹き消される14本のキャンドルは彼女の過去14年間を表し、1本ごとに願い事をする。ケーキカットの時が来ると、キンセアニェーラは最後のキャンドルを吹き消して15個の願いを終える。花は母親に贈る。

### ドミニカ共和国
この祝儀は非常に伝統的であり一般的に祝われる。カトリック教会のミサで始まり、次の1年に向けて神の祝福を受け感謝を伝える。誕生日パーティでは、14組の客と共にティーンエイジャーの同伴者と、15組のカップルで入場する。キンセアニェーラは通常明るい色のドレスを着る。女性はロングドレス、男性はスーツとネクタイを着用し、明るい色の場合でも誕生日の少女の色と同じものとしないことが、この祝儀では肝心である。直後にキンセアニェーラの誕生日の少女は同伴者とワルツを踊る；中心で踊ってワルツの終わりに同伴者から父親に替わる。
キンセアニェーラの少女と同伴は、メレンゲ、ポップまたはサルサの音楽のリズムなど、いくつかの振り付けのダンスを行うことが慣例である。通常ビュッフェと飲み物が供される。客は引き出物を受け取るるときに、パーティに参加したことを記録するアルバムに署名する。伝統的な15歳のケーキは通常、巨大で美しく派手なデザインが特色である。このケーキはダンスの後に切り分けられる。伝統的に歌手やバンドが祝儀に出演して盛り上げ音楽で感動を与える。

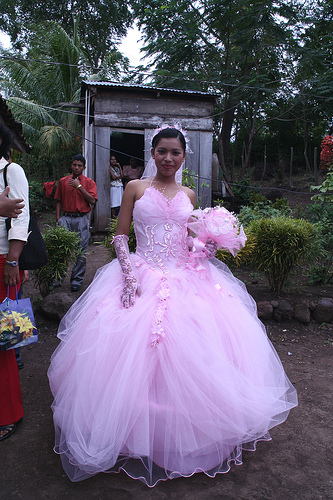
ニカラグアでキンセアニェーラを祝う少女。ニカラグアでは少女をquinceañeraと呼び、祝儀の意味は持つことはない。

### コロンビア
コロンビアでは、quinceは十代の少女が父親同伴で到着して始まり、母親や親戚や友人が出迎える。次に父親と娘はワルツや他の曲を踊る。キンセアニェーラの誕生日の少女は次に（いれば）兄弟や叔父、代父母と踊る。続いて行列を作る参加者全員とパソドブレとワルツ（更に任意でメレンゲやポップスのような他の音楽のダンス）を踊る。
この祝儀ではティーンエイジャーは明るい色やパステルカラーのイブニングドレスを着て少々着飾り、通常髪にティアラを冠し、首と指に宝石で飾る。ティーンエイジャーの友人を含め客全員が正装する。
最初のダンスの後、ティーンエイジャーと友人がダンスを踊る。続いて生バンドの音楽、有名歌手、DJ、料理、飲み物で祝祭が始まり、夜中に出席者が面白いお面やカツラを着けて、アップテンポな音楽に乗せて騒ぎたてるオラ・ロカ（la hora loca）が行われる。キンセアニェーラの誕生日の少女が（ソロまたは同伴で）踊るダンス、および友人、従妹などに引き渡すダンスは任意である。

### カリブ海フランス語圏およびフランス領ギアナ
カリブ海フランス語圏、フランス領ギアナではfête des quinze ansと呼ぶ。同様の形式に従う。

### メキシコ

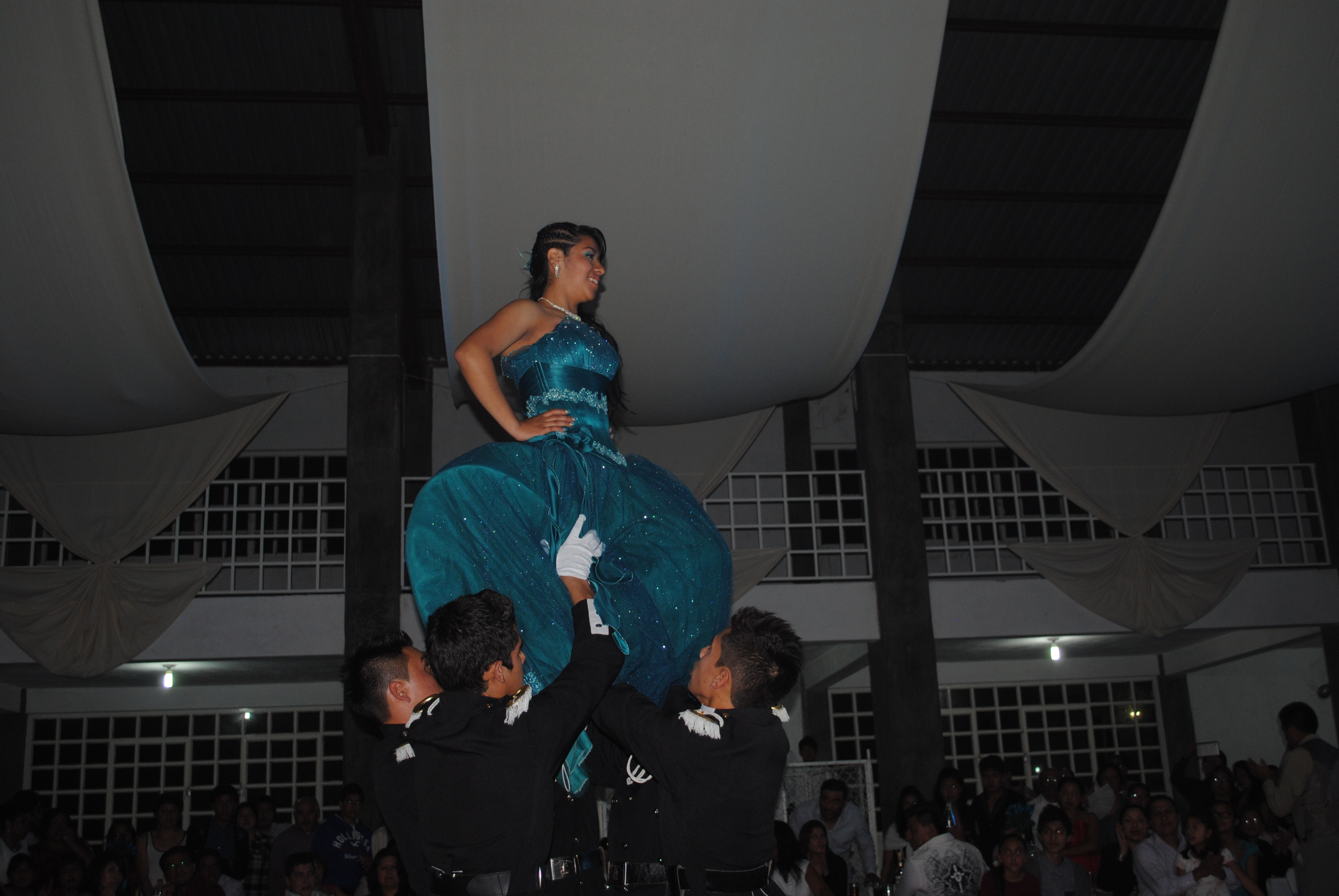
キンセアニェーラとチャンベラン（chambelanes）

メキシコでは、キンセアニェーラは上品な宝飾品と化粧で盛装する。伝統的に公に化粧をする最初の機会であったが、21世紀には早くから化粧を始めている。キンセアニェーラはまた、イブニングドレスで正装することが期待され、伝統的にに丈が長く上品な舞踏会用ドレスを少女の好みの色とスタイルに従って多くは母と共に選び着用する.。
メキシコのカトリックの伝統では、キンセアニェーラの祝儀は感謝のミサで始まる 。少女は両親、代父母、名誉班を同伴して教会に到着する。名誉班は少女と少年で組んだペアの選抜グループであり、少女がダマス（damasまたはdames）、少年がチャンベラン（chambelanesまたはchamberlains）と呼ばれる。このグループは通常、7組から15組のダマスとチャンベランからなる。この宗教的なミサでは、ロザリオ、またはメキシコの守護聖人であるグアダルーペの聖母を描いたロケットまたはペンダント付きのネックレスが、代父母からティーンエイジャーに贈られる。このネックレスは前もって司祭に祝福されている。少女にはまた、愛する人、特に家族から思い出の品としてティアラが授与され、キンセアニェーラはいつもお姫様である。神と世界を前にして、彼女が「姫」であることを示すを見ている人もいる。この後、少女は聖母マリアの祭壇に花束を残す 。
感謝のミサの後、参加者は祝儀の式典に集まり、贈り物をするなどのキンセアニェーラを祝うイベントが行われる。この式典はキンセアニェーラの自宅、会場（カフェテリア、宴会場、またはカジノなど）、あるいはブロックパーティのような公共の場所で開催される。式典では、誕生日の少女は通常父親と伝統的なワルツを踊り、その場と関係を語る歌が続く。続いてダンスの相手は父親からチャンベラン、少女が選んだ同伴者に変わり、その後は名誉班の残りと共に踊りを続ける 。式典のこの部分はあらかじめ練習され、振り付け付きのこともあり、数週間から時には数か月前におよぶ。
基本的な式典には、伝統的なメキシコ料理が供される一方、主要な6つのダンスに分けられる：
1. 正式な入場 - 客のほとんどが着席した後、キンセアニェーラが堂々入場する。
2. 正式な乾杯 - 任意であるが通常は式典の特色であり、通常は両親または代父母が音頭をとる。
3. 第1ダンス - 通常はワルツを少女は父親と踊り始める。
4. 家族のダンス - 通常はワルツを家族、チャンベラン、代父母、および少女の親友だけで踊る。
5. 好きな曲 - キンセアニェーラのお気に入りの現代の曲を演奏し、踊る。
6. 通常のダンス - 通常伝統的なワルツを踊る。

伝統的にメキシコの少女は、学校や家庭の行事を除いて、15歳になるまで公共の場で踊ることができない。そのためチャンベランと踊るワルツは、キンセアニェーラの公共の場での初めてのダンスであるべきことを祝うような凝った振り付けである。
地域の慣習により、家族が儀式の要素を追加することがある。靴交換の儀式では、家族の一員がキンセアニェーラにハイヒールをプレゼントする。戴冠の儀式では、近親の親戚が少女の頭に王冠をかぶせる。ceremonia de la ultima muñeca（「最後の人形の儀式」の意味）では、通常キンセアニェーラと似たドレスを着た人形を父親がプレゼントする。最後の人形の儀式は、誕生日を迎えた少女は大人の女性となり人形を諦めるというマヤの伝統に基づいている。同様に、靴交換の儀式は少女の成熟を象徴している。
すべての宗教的所作が行われると、ディナーが始まる。この時点で祝儀は頂点に達する。音楽グループの生演奏が始まり、客を楽しませる。客が食事、会話、交流して踊る間、音楽が演奏される。特に家族と一緒に宿泊する場合、翌朝は家族と親友が特別な朝食をとる。recalentado（再加熱）として知られる、前夜のイベントで食べられなかった食品を温めなおすブランチ形式のイベントが行われることがある。
キンセアニェーラ・パーティの祝儀はメキシコの大多数に、特に農村部と社会経済的に低い層が出身の家族に強く残る伝統である。しかし、社会経済的に中高層の少女はこの伝統をnaca（悪趣味）として却下することが一般的である。近年は、メキシコシティ郊外を中心とした多くの少女は、家族がキンセアニェーラ・パーティに多額を投資するよりも、親しい家族や友人との小規模のパーティを好み有給休暇を願う傾向がある。

## スペイン
Although the origin of the festival appears to have its origins in the ancient European nobility festival of the "puesta de largo" or " debutante ball ", which celebrated the introduction of girls of marriageable age into society, this festival was common in the Iberian kingdoms Peninsula always restricted to the upper strata of society. In the 20th century, the age to be celebrated was shifted to coincide with the celebration of coming of age. The custom reached Hispanic America , where it took root in all classes of the people. In Spain, however, it gradually disappeared over the course of the 20th century. It was reintroduced there by immigrants from Latin America, albeit in a less formal version. However, this version of the festival is not considered a typical Spanish custom, but rather is reserved for immigrants.

### アメリカ合衆国
アメリカ合衆国ではキンセアニェーラは1980年代初めにテキサス州のいくつかの地域で注目されたが、1970年代中～後期にはカリフォルニア州のロスアンゼルスおよびサンディエゴでキンセアニェーラがあった。広まらなかったが、多くの労働階級の家庭は名付け親（padrinos ）が費用を支援するためキンセアニェーラを行うことができた。近年、キンセアニェーラはアメリカ合衆国で人気を得た。アメリカ合衆国で出版されたキンセアニェーラに関する本や書籍は元のスペイン語に英語翻訳版を含むことが増えている。これは幅広いアメリカ文化にラテン文化の影響が増していることを示している。祝儀の人気が高まり、若いラテン系女性に直接食事を配達する小売業や企業が増え始めた
。

## 新しい伝統
21世紀には、多くの少女が独自のキンセアニェーラの祝儀を作っている。伝統的なドレスはフォーマルで通常白またはピンクであったが、ドレスのデザインは更に多様化している。また、伝統的な7人のダマスとチャンベランに替わって、キンセアニェーラは全員のダマスとチャンベランを選べる。伝統的に少女は15歳になるまで公共の場で踊ることができなかったが、このタブーもまたかなり廃れた。靴交換の儀式も新しくなった。ハイヒールに履き替える前は伝統的にスリッパを履いていたが、替わりにドレスの色とスタイルに合わせた靴を履くことができる。

### 文献
- Härkönen, Heidi. "Girls' 15-Year Birthday Celebration as Cuban Women's Space Outside of the Revolutionary State", Journal of the Association of Social Anthropologists, July 2011
- Mitchell, Caludia and Reid-Walsh, Jacqueline. Girl Culture: Studying Girl Culture - A Readers' Guide. ABC-CLIO 2008, ISBN 978-0-313-33909-7, pp. 493–496 (online copy, p. 493, - Google ブックス)
- Stavans, Ilans (ed.) Quinceaņera. ABC-CLIO, 2010, ISBN 978-0-313-35824-1